# 알비아노
알비아노(이탈리아어: Alviano)는 이탈리아 움브리아주 테르니도에 위치한 코무네다.